# لايلي إي. شالر
لايلي إي. شالر (بالإنجليزية: Lyle E. Schaller)‏ هو كاتب أمريكي، ولد في 19 أبريل 1923 في ليكم ريدج في الولايات المتحدة، وتوفي في 18 مارس 2015 في أوكلاهوما سيتي في الولايات المتحدة.